# Берди, Шон
Шон Берди (англ. Sean Berdy; род. 3 июня 1993) — американский глухой актёр кино и телевидения, комик. Шон Берди снимался в фильме «Площадка 2», а известность получил благодаря сериалу «Их перепутали в роддоме», где играет роль Эммета. Шона номинировали на премию Teen Choice Awards как «ТВ-прорыв года» в 2011 году.

## Биография
Шон Берди родился 3 июня 1993 года в городе Бока-Ратон, штат Флорида, США. На экране он начал появляться в 2005 году. Дебютом Шона Берди стала роль Сэмми в семейной комедии «Площадка 2» (The Sandlot 2). В следующем году актер снялся в биографической драме «Bondage», где его партнерами по съемочной площадке стали Майкл Ангарано, Иллиана Даглас и Гриффин Данн. После этого Шон снялся в двух фильмах на амслене, The Deaf Family и The Legend of the Mountain Man и в рекламном ролике компании Sprint Relay.
В большинстве ролей Шон использует амслен, свой родной язык. На втором курсе Школы для глухих Индианы он выиграл конкурс «Мистер глухой подросток Америки-2010». Берди поёт в школьном хоре, «Vibrations».
С 2011 по 2017 год исполнял ведущую роль в сериале «Их перепутали в роддоме».

## Фильмография
| Год       |     | Русское название        | Оригинальное название              | Роль           |
| --------- | --- | ----------------------- | ---------------------------------- | -------------- |
| 2005      | в   | Пустырь 2               | The Sandlot 2                      | Сэмми          |
| 2006      | ф   | Рабство                 | Bondage                            | молодой Трей   |
| 2008      | ф   | Легенда о горце         | The Legend of the Mountain Man     | Ник            |
| 2008      | ф   | —                       | The Deaf Family                    | Уэсли          |
| 2011      | кор | —                       | Sean Berdy: Enrique Iglesias’ Hero | парень         |
| 2011—2017 | с   | Их перепутали в роддоме | Switched at Birth                  | Эмметт Бледсоу |
| 2018      | с   | Пьяная история          | Drunk History                      | Фрэнк Боуи     |
| 2019—2020 | с   | Общество                | The Society                        | Сэм Элиот      |